# Triggo
Triggo – dwuosobowy, czterokołowy pojazd elektryczny polskiej konstrukcji przeznaczony do poruszania się w mieście. Dzięki zastosowaniu przedniej osi o zmiennym rozstawie kół mikrosamochód łączy cechy motocykla i samochodu, zapewniając ułatwione poruszanie się po zatłoczonych ulicach aglomeracji miejskich oraz bezpieczeństwo przy wyższych prędkościach.

## Historia
Pomysłodawcą mikrosamochodu Triggo jest motocyklista i przedsiębiorca Rafał Budweil. Inspiracją do stworzenia pojazdu sprawnie pokonującego trasy w zatłoczonych aglomeracjach miejskich było codzienne, frustrujące doświadczenie pokonywania zakorkowanej drogi do miejsca pracy. Dotarcie do celu przy użyciu konwencjonalnego samochodu osobowego, zajmowało konstruktorowi 4-krotnie dłużej niż pokonanie tego samego odcinka na motocyklu. Analiza powyższych danych zrodziła pomysł stworzenia pojazdu łączącego zalety obu tych środków transportu.
W konkursie Narodowego Centrum Badań i Rozwoju na projekty „B+R” projekt zajął 14. miejsce na 609 podmiotów i otrzymał 4,3 mln zł na przygotowanie prototypów. W 2017 r. prototyp samochodu został zaprezentowany na I Targach Elektromobilności w Warszawie oraz na „Kongresie 590” w Rzeszowie-Jasionce. Strategia producenta skupiona jest na użytkowaniu pojazdu w systemach miejskiego wynajmu krótkoterminowego (car-sharing).
W 2017 mikrosamochód został zaprezentowany na I Targach Elektromobilności w Łodzi. W 2018 w organizowanym przez PARP i NCBiR konkursie Polski Produkt Przyszłości zdobył 1. nagrodę w kategorii produkt przyszłości przedsiębiorcy.
Koncepcja Triggo jest wdrażana we współpracy z Przemysłowym Instytutem Motoryzacji w biurze konstrukcyjnym i warsztatach zlokalizowanych w pobliżu dawnej fabryki FSO na warszawskim Żeraniu.

## Konstrukcja
Istotą innowacyjnego pojazdu miejskiego jest unikatowe w skali światowej, chronione patentami w Japonii, Korei, USA, Chinach oraz wielu krajach Europy, przednie zawieszenie o zmiennej geometrii. W początkowych fazach projektu Triggo był trójkołowcem. Przepisy europejskie, które w tym przypadku wymagają od kierowcy posiadania prawa jazdy kat. A, spowodowały podjęcie decyzji o zmianie konstrukcji na czterokołową – do której prowadzenia upoważnia prawo jazdy kat. B. Zabieg ten pozwolił na poszerzenie grupy odbiorców. Po modyfikacji jest to auto czterokołowe o masie własnej ok. 450 kg i dopuszczalnej masie całkowitej 750 kg, które może być prowadzone przez kierowców posiadających prawo jazdy kat. B i B1. Istotą auta jest opracowane w 2010 r. przednie zawieszenie, które użytkownik aktywuje za pomocą przycisku na swoje żądanie przy wyższych prędkościach (w trybie drogowym) rozsuwa koła na szerokość 150 cm, zaś w czasie jazdy wolniejszej (w trybie manewrowym) rozstaw kół zmniejsza się do 86 cm. Rozwiązanie techniczne podwozia, które uzyskało międzynarodowe patenty, zapewnia przy wyższych prędkościach stateczność, stabilność i bezpieczeństwo, a przy niewielkich prędkościach manewrowość, mały promień skrętu i niewielką szerokość, pozwalające na poruszanie się między pasami ruchu zajętymi przez samochody w czasie zatorów na drogach, a tym samym płynne pokonywanie trasy. Kierowca łatwiej i szybciej może też znaleźć miejsce parkingowe. Auto ma wymiary, które umożliwiają parkowanie w poprzek miejsc parkingowych – na miejscu jednego samochodu o normalnych gabarytach zmieścić się może pięć mikrosamochodów Triggo, ustawionych prostopadle do osi jezdni.
Poprzeczne ustawienie pojazdów umożliwia również zastosowanie stacji dokujących, w których doładowywane są akumulatory. Istnieje również możliwość łatwej wymiany rozładowanych akumulatorów, którymi napędzany jest pojazd. Użytkownik zyskuje zatem możliwość kontynuowania podróży, bez tracenia czasu na wielogodzinne ładowanie, jak w przypadku konwencjonalnych pojazdów elektrycznych. Baterie o łącznej pojemności 10 kWh zapewniają zasięg ok. 100 km.
Sterowanie pojazdem odbywa się przy użyciu wolanta, którego przełożenie jest uzależnione od prędkości tak, by zapewnić bezpieczeństwo manewrów. Układ kierowniczy nie ma bezpośredniego, mechanicznego połączenia z realizowanym przegubowo systemem sterowania kierunkowego. Rozwiązanie to, inspirowane techniką lotniczą, nosi nazwę drive by wire. Fotel pasażera mieści się bezpośrednio za fotelem kierowcy (układ tandem). Szerokość przestrzeni pasażerskiej zbliżona jest do tej, którą oferuje większość popularnych samochodów osobowych. Do wykonania nadwozia zastosowano opracowaną w Polsce pionierską technologię termoformowania materiałów kompozytowych, która pozwala na niedrogą, seryjną produkcję lekkich i wytrzymałych komponentów. Wymienione rozwiązania czynią Triggo produktem idealnym dla rynku platform współdzielenia środków transportu: car-sharing lub mobility as a service.
Pojazd zbudowany jest na aluminiowej ramie, nadwozie wykonane jest z materiałów kompozytowych, co umożliwia utrzymanie masy własnej poniżej 450 kg, konieczne do spełnienia warunków homologacji „L”.
Prędkości osiągane przez Triggo to 25 km/h w trybie manewrowym i 90 km/h w trybie drogowym.